# Iñaki Azkuna Urreta
Iñaki Azkuna Urreta (Durango, 14 de febrer de 1943 - Bilbao, 20 de març de 2014) fou un polític basc, militant del Partit Nacionalista Basc i alcalde de Bilbao entre 1999 i 2014.

## Biografia
Fou llicenciat en Medicina i Cirurgia i doctor cum laude per la Universitat de Salamanca, especialista en cardiologia i radiologia. Va ser professor de Medicina Física i Radiologia en la Universitat del País Basc i assistent estranger a l'Hospital Broussais, de la Universitat de París. Des de 1973, va treballar com a metge adjunt i cap de secció de l'Hospital de Cruces (Barakaldo, Biscaia) i a partir de 1976, Cap de Servei de Radiologia. En 1981 va ser nomenat Director de l'Hospital de Cruces.
L'any següent fou nomenat Director d'Hospitals del Govern Basc. De 1983 a 1987 exercí el càrrec de Director General del Servei Basc de Salut (Osakidetza).
Al juliol de 1989 fou nomenat Secretari general de la presidència (lehendakaritza) del Govern Basc, exercint aquestes labors durant dos anys, assumint en 1991 el càrrec de Conseller en el Departament de Sanitat del Govern Basc, responsabilitat que ocupà fins a 1999.
A les eleccions municipals del 13 de juny de 1999 va ser escollit alcalde de Bilbao com a cap de llista de la coalició entre el PNB i Eusko Alkartasuna, gràcies als vots dels regidors d'Euskal Herritarrok; i posteriorment formaria un pacte de govern amb Iniciativa Ciutadana Basca, partit liderat per l'antic alcalde de Bilbao José María Gorordo Bilbao, que havia estat expulsat del PNB. Fou reelegit pel càrrec després de les eleccions municipals de 2003, de nou en coalició amb EA, i 2007, ja en solitari, sense obtenir majoria absoluta en cap d'elles: en 2003 va rebre el suport d'Ezker Batua, que es va incorporar a l'equip de govern, i en 2007 de la coalició Ezker Batua-Aralar. Finalment, en les eleccions municipals de 2011, aconseguí la primera majoria absoluta (15 regidors sobre 29) de la història del PNB a Bilbao, permetent-li governar aquella legislatura en solitari i quedant els seus antics socis de govern, Ezker Batua, fora del consistori.
Al setembre del 2011, l'ajuntament va concedir la preceptiva llicència d'enderrocament de l'edifici okupat i utilitzat com gaztetxe (centre social okupat) de Kukutza III, del barri d'Errekaldeberri. La policia local de Bilbao col·laborà amb l'Ertzaintza en l'acordonament dels voltants per al desallotjament de l'edifici. Els fets degeneraren en enfrontaments entre policia i manifestants, i van suposar més de 810 contenidors bolcats, 80 dels quals van resultar calcinats i altres 50 van sofrir danys de diversa consideració. A més, es van cremar 10 vehicles particulars i van ser atacats els batzokis d'Errekalde i Zazpikaleak, així com diversos establiments bancaris i comercials. Les destrosses pels disturbis contra el tancament de Kukutza van ascendir a 140.000 euros. Azkuna va defensar l'acció policial en aquests successos, igual que el conseller d'interior Rodolfo Ares, que va ser qualificada de desproporcionada per l'Ararteko (defensor del poble) davant l'elevat nombre de comunicats mèdics de lesions, els documents gràfics i la falta de justificació de l'Ertzaintza.
El 2012 va ser nomenat millor alcalde del món per l'organització World Mayor.
El 2003 se li va diagnosticar un càncer de pròstata, del que va morir el 20 de març de 2014.

## Altres càrrecs
- President del Consell d'Administració de l'editorial Iparraguirre S.A. (editora del diari Deia)
- President de la Societat interinstitucional per a la regeneració del Bilbao Metropolità, Bilbao Ria 2000
- Gran Creu de l'Ordre Civil de Sanitat del Ministeri de Sanitat i Consum d'Espanya
- Cavaller de la Legió d'Honor de França.[15]
- 2002 - 2005: President de l'AIVP, La Xarxa Mundial de Ciutats Portuàries[16]

## Publicacions
- Radioangiografía de las cardiopatías congénitas, 1988.
- Tratado de Cardiología Pediátrica, Salvat, 1983.